# El ciudadano ilustre
El ciudadano ilustre (no Brasil, O Cidadão Ilustre) é um filme dramático argentino-espanhol de 2016 dirigido por Gastón Duprat e Mariano Cohn, tendo como roteirista o co-diretor Duprat. Foi selecionado para competir pelo Leão de Ouro no 73º Festival Internacional de Cinema de Veneza. Em Veneza, Oscar Martínez ganhou a Volpi Cup de melhor ator. Foi escolhido para representar a Argentina na seleção de concorrentes ao melhor filme de língua estrangeira no Oscar 2017, mas não foi indicado.

## Enredo
Daniel Mantovani é um escritor argentino mundialmente conhecido ganhador do Prêmio Nobel de Literatura. Embora seus romances se caracterizem por retratar a vida na pequena cidade onde ele nasceu, Salas, ele não fez questão de manter laços com as pessoas dali. Na verdade, Mantovani vive na Europa a mais de três décadas sem nunca ter regressado a Salas. Um dia o escritor recebe o convite do prefeito de Salas para receber a condecoração de cidadão ilustre da cidade. Porém, a volta ao seu país, faz com que o protagonista rememore as  semelhanças e diferenças irreconciliáveis com as pessoas da sua cidade natal.

## Elenco
- Oscar Martínez ... Daniel Mantovani
- Dady Brieva ... Antonio
- Andrea Frigerio ... Irene
- Belén Chavanne ... Julia
- Nicolás De Tracy  ... Roque
- Nicolás De Tracy  ... Roque
- Nora Navas ... Nuria
- Marcelo D'Andrea ... Florencio Romero

## Recepção
O Cinema com Crítica considerou o filme "uma comédia com humor inteligente, irônico e pertinente, gostosa de se assistir e com uma performance central caprichosamente bem controlada".